# Bónai Margit
Bónai Margit (1939/1940 –) manöken, szépségkirálynő - a „Balaton szépe" és a „Budapest szépe” 1957-ben.

## Élete
25 év telt el, amikor ismét lett szépségverseny Magyarországon, 1957-ben. A Varga Katalin Gimnázium negyedik osztályos tanulója, Bónai Margit lett „Balaton szépe" (Balatonförvár, augusztus 4.), majd a „Budapest szépe” (1957. augusztus 20.) címet is elnyerte.
Háromszázhetven induló közül huszan jutottak a döntőbe. Egy véletlen történése volt, hogy győzhetett, hiszen csak a barátnőjét kísérte el a Renaissance-étterembe, ahol a selejtezőket tartották. Szülei ellenezték a döntését, az iskolában nem tudták, hogy részt vesz a versenyen és félt az igazgatónőtől, aki a rádió, a film és az újságok híradásai után kapott hírt róla.  
Rotschild Klára, a divatszakértő látta meg. Fürdőruhát vett fel, és máris kapott egy részvételi jegyet a balatoni szépségversenyre, ahol győztes lett. 1957. augusztus 20.-án a "Budapest szépe" verseny következett, a döntő első három helyezettje Bónai Margit, "Budapest szépe", a második Szentpéteri Györgyi, a harmadik Felföldi Anikó lett. Kisfaludi Strobl Zsigmond, a kétszeres Kossuth-díjas szobrászművész volt a zsűri egyik tagja, Rotschild Klára divattervezőnő ís jelen volt.
Bónai Margit azonnal kapott felkéréseket, az 1950-es években már rendszeresen szerepelt fotóival például az Ez a Divat újságban, manöken lett.

#### Incidens a rendezvényen
A rendezőség 600 ülőhelyről gondoskodott, viszont már kezdetkor másfélezer ember tolongott a térségben. Később közel háromezer ember zsúfolódott össze a színpadnál, ahol divatbemutató volt. Az éjszakát autóbusz ülésein összegörnyedten töltötték, a rendezőség nem biztosított számukra éjjeli pihenőhelyet. Dulakodás is kialakult a szűkös hely miatt.
Kavicsdobálás is volt, külföldiek is jelen voltak, ami emlékként szintén megmaradt a rendezvényről.